# Сельское хозяйство Молдовы
Республика Молдавия - аграрно-индустриальное государство, ее сельскохозяйственные угодья занимают 2 499 000 гектаров при общей площади 3 384 600 гектаров. По оценкам, 1 810 500 из этих гектаров являются пахотными. Молдова расположена в Восточной Европе, не имеет выхода к морю и граничит с Румынией и Украиной. Сельскохозяйственный сектор Молдовы выигрывает от географической близости к крупным рынкам, а именно к Европейскому союзу. Доля в ВВП, доля сельского хозяйства сократилась с 56% в 1995 году до 13,8% в 2013 году. По данным за 2015 год, на сельское хозяйство приходилось 12% ВВП Молдовы. Сельское хозяйство как сектор ориентирован на экспорт, и в структуре общего экспорта Молдовы преобладает сельское хозяйство и агропродовольственный сектор в качестве основного компонента. 70% агропродовольственного экспорта в 2012 году приходилось на напитки, съедобные фрукты и орехи, масличные культуры, овощные полуфабрикаты и крупы. На долю фруктов, овощей и орехов приходилось 33% молдавского экспорта в 2011-2013 годах. Молдова также входит в десятку крупнейших экспортеров яблок в мире. Однако из-за того, что в долгосрочной перспективе основное внимание уделяется фруктам, овощи часто импортируются.
Снижение доли сельского хозяйства в ВВП не распространяется на национальную добавленную стоимость, где сельскохозяйственный сектор Молдовы имеет самую большую долю по сравнению со странами Центральной и Восточной Европы, несмотря на низкую производительность. Экономический рост в Молдове соответствует снижению роли сельского хозяйства как сектора и растущему значению сектора услуг, что соответствует тенденциям роста развивающихся экономик.

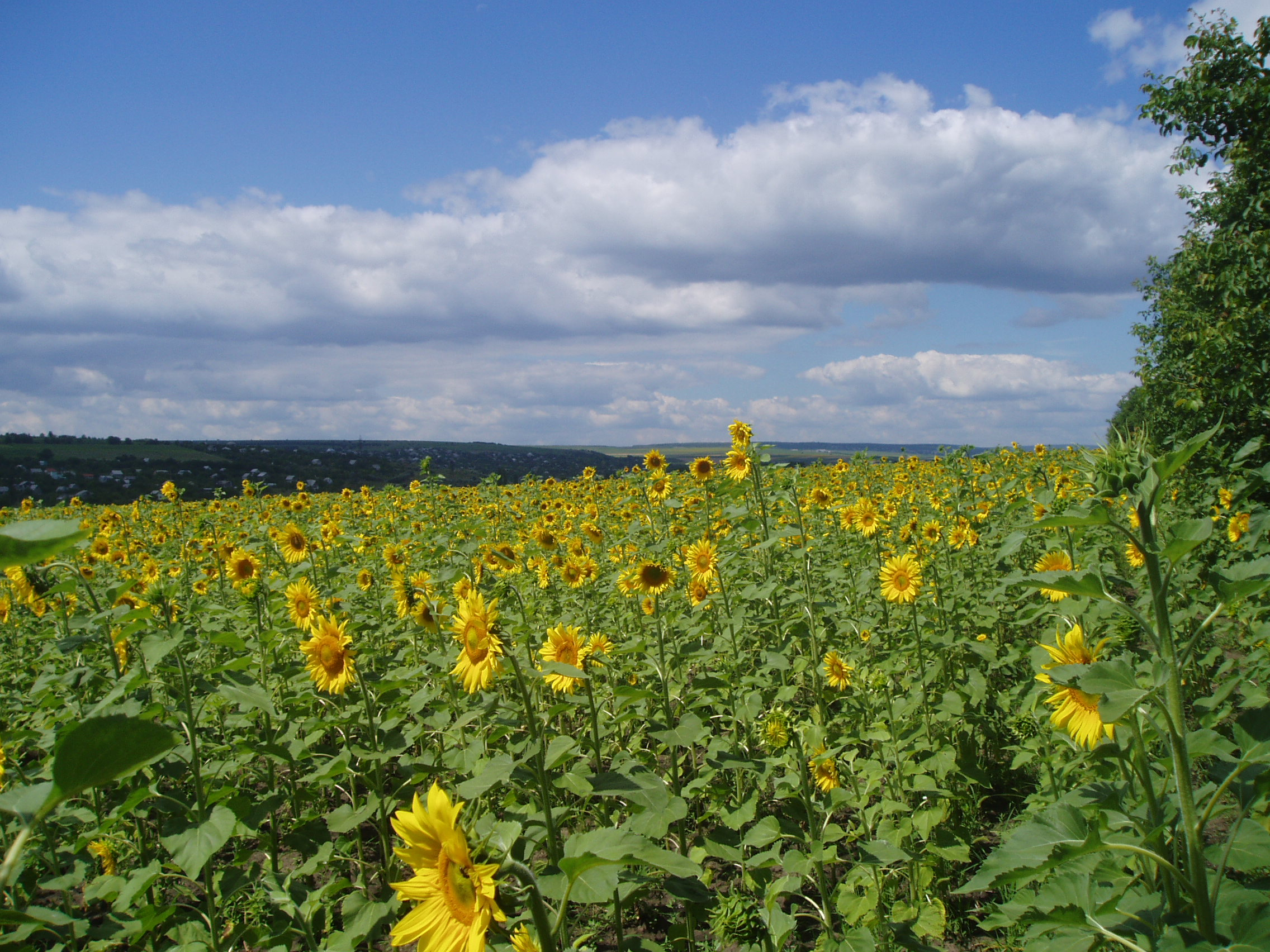
Подсолнухи в городе Балты, Молдавия

## Современный аграрный сектор
73% используемых сельскохозяйственных площадей приходится на пахотные земли. Этот показатель является одним из самых высоких в Восточной Европе. Территорию Молдовы можно разделить на три различные агроэкологические зоны, где рельеф, тип почвы, климат и водообеспеченность различаются между Северной, Центральной и Южной агроэкологическими зонами. Полевые культуры наиболее подходят для Северной агроэкологической зоны. Использование земельных площадей для сельскохозяйственного производства варьируется, в 2013 году на долю садоводства приходилось 22,3% сельскохозяйственной продукции. Сады и виноградники занимают 281 000 гектаров земли, в то время как сенокосы и пастбища занимают около 352 300 гектаров. Эти цифры можно рассматривать как процентную долю используемых сельскохозяйственных площадей (UAA), при этом постоянные культуры занимают 10% площади, а естественные пастбища и луга - 17%. Сельскохозяйственные площади в Молдове используются не полностью, по оценкам, 18-20% этой площади не обрабатывается из-за неиспользования землевладельцами или нехватки ресурсов. Сельское хозяйство в Молдове включает в себя лесное хозяйство, охоту и рыболовство. Если рассматривать сельскохозяйственное производство Молдовы, то оно характеризуется природным потенциалом, человеческими ресурсами и технологической эффективностью.
Соглашение об ассоциации между Молдовой и Европейским союзом, подписанное в 2014 году, включает в себя создание углубленной и всеобъемлющей зоны свободной торговли (DCFTA), которая закладывает основу для выхода Молдовы на рынок ЕС для своих товаров и услуг.

## Природный потенциал
С точки зрения природного потенциала, умеренный климат Молдовы благоприятствует сельскохозяйственному производству, с сухой и мягкой зимой и теплым летом с начальными интенсивными осадками. Теплый период длится в среднем 190 дней в году. В 2010 году средняя температура воздуха в Молдове за год составила 10,6 °C. Количество осадков как фактора производства не является постоянным в течение года. Лето - самый дождливый сезон, когда выпадает 39% от общего годового количества осадков.[12] В 2010 году этот показатель составлял 734 мм. В период с 1887 по 2010 год количество осадков ежегодно увеличивалось на 66 мм. Это увеличение не было постоянным, поскольку в этот период также случались засухи, например, в 2009 году. Засуха в 2012 году привела к снижению производства кукурузы на 60%, что также повлияло на другие культуры, включая пшеницу и подсолнечник, в результате ограниченной доступности воды как фактора производства.
Состав почвы является еще одним фактором сельскохозяйственного производства, поскольку типы почв Молдовы отличаются естественным плодородием, поскольку в них преобладают черноземы. 80% территории Молдовы покрыто черноземами. Сельскохозяйственные угодья варьируются в зависимости от гектара, где 27% этой земли считается хорошего качества, а каждый второй гектар - среднего качества. Состав почвы варьируется на всех сельскохозяйственных угодьях в зависимости от агроэкологической зоны Молдовы.

### Деградация почв и ее воздействие на практику ведения сельского хозяйства
Деградация почв и ее влияние на продуктивность сельскохозяйственных угодий возникли в результате сокращения площади лесов, рационального использования водных ресурсов и нерациональных методов ведения сельского хозяйства. Более высокие уровни эрозии и оползней возникли из-за сокращения доли лесов, которые составляют 11% от общей площади суши. Ежегодная потеря гумуса (органического вещества почвы) оценивается в 5-7 тонн с гектара, а ежегодные затраты для экономики, по прогнозам, составят 239 миллионов долларов США в год. Присущий почвам плодородный состав находится под угрозой и может быть нарушен в результате деградации, нарушается баланс азота, фосфора и калия в почвах. За последние 20-25 лет деградация затронула 2 миллиона гектаров.

### Человеческие ресурсы
Доля сельского хозяйства как источника занятости населения сократилась с 50% до 28% в 2015 году, наряду со снижением доли сельскохозяйственного производства в общем объеме производства в Молдове.[4] В 2000 году половина общей занятости была обеспечена в сельском хозяйстве. С точки зрения людских ресурсов для сельскохозяйственного сектора сельское население является основным источником занятости. Из 40% беднейших слоев населения Молдовы 75% проживают в сельской местности. Сельское хозяйство здесь играет социально-экономическую роль, являясь работодателем, последней инстанцией и методом развития сельских районов.

### Технологическая эффективность
На сельскохозяйственное производство влияют современные технологии, включая технику, удобрения и ирригацию. Отсутствие внедрения современных сельскохозяйственных технологий, таких как выращивание засухоустойчивых культур и защита от града, привело к нестабильности сельскохозяйственного производства в Молдове. Более высокие цены на сырье во время мирового финансового кризиса привели к сокращению сельскохозяйственного производства. Сельскохозяйственные ресурсы в виде топлива, удобрений и химикатов для защиты растений импортируются, молдавские сельскохозяйственные производители подвержены рискам волатильности цен и снижения международной конкурентоспособности.
Орошение также является фактором производства из-за относительно засушливого климата Молдовы. В Молдове 131 688 гектаров обслуживаются 78 ирригационными системами.